# Kontinentalcupen i backhoppning
Kontinentalcupen i backhoppning anordnas varje säsong av det internationella skidsportförbundet (FIS), med premiär säsongen 1991/1992. Det är backhoppningens näst högst rankade säsongsomfattande tävling, efter världscupen. Vanligtvis deltar juniorer, eller hoppare som kämpar för en plats i sitt lands världscuplag. Vissa hoppare deltar i både världscupen och kontinentalcupen, och därför är vinnaren av kontinentalcupen inte nödvändigtvis den bästa hopparen.
Damvarianten startade säsongen 2004/2005. och blev de kommande säsongerna dambackhoppningens rankade säsongsomfattande tävling, då det inte fanns någon officiell världscup för damer. Säsongen 2011/2012 fick dock även damerna en världscup.

## Herrar

### Säsong, 1-2-3
| 1991/1992 | Andi Rauschmeier        | Franz Neuländtner          | Remo Lederer              |
| 1992/1993 | Franz Neuländtner       | Christian Moser            | Christoph Müller          |
| 1993/1994 | Ralf Gebstedt           | Ronny Hornschuh            | Klaus Huber               |
| 1994/1995 | Olli Happonen           | Martin Höllwarth           | Risto Jussilainen         |
| 1995/1996 | Stein Henrik Tuff       | Michael Kury               | Hansjörg Jäkle            |
| 1996/1997 | Hein-Arne Mathiesen     | Simen Berntsen             | Roman Krenek              |
| 1997/1998 | Alexander Herr          | Falko Krismayr             | Damjan Fras               |
| 1998/1999 | Roland Audenrieth       | Marius Småriset            | Wilhelm Brenna            |
| 1999/2000 | Dirk Else               | Georg Späth                | Dennis Störl              |
| 2000/2001 | Akseli Lajunen          | Christoph Grillhösl        | Lassi Huuskonen           |
| 2001/2002 | Michael Neumayer        | Janne Ylijärvi             | Jörg Ritzerfeld           |
| 2002/2003 | Stefan Thurnbichler     | Morten Solem               | Michael Möllinger         |
| 2003/2004 | Olav Magne Dønnem       | Balthasar Schneider        | Stefan Kaiser             |
| 2004/2005 | Anders Bardal           | Balthasar Schneider        | Stefan Thurnbichler       |
| 2005/2006 | Anders Bardal           | Morten Solem               | Mathias Hafele            |
| 2006/2007 | Balthasar Schneider     | Morten Solem               | Stefan Thurnbichler       |
| 2007/2008 | Stefan Thurnbichler     | Bastian Kaltenboeck        | Lars Bystøl               |
| 2008/2009 | Stefan Thurnbichler     | Lukas Hlava                | Christian Ulmer           |
| 2009/2010 | David Unterberger       | Michael Hayböck            | Manuel Fettner            |
| 2010/2011 | Rok Zima                | Mario Innauer              | Andreas Wank              |
| 2011/2012 | Andreas Stjernen, Norge | Kenneth Gangnes, Österrike | Michael Hayböck, Tyskland |
| 2012/2013 | Anže Semenič, Slovenien | Fredrik Bjerkeengen, Norge | Matic Benedik, Slovenien  |

### Kontinentalcupen, kombinerade vinster
| Ranking | Namn                | Nationalitet | Förstaplatser | Andraplatser | Tredjeplatser |
| ------- | ------------------- | ------------ | ------------- | ------------ | ------------- |
| 1.      | Stefan Thurnbichler | Österrike    | 3             | 0            | 2             |
| 2.      | Anders Bardal       | Norge        | 2             | 0            | 0             |
| 3.      | Balthasar Schnieder | Österrike    | 1             | 2            | 0             |

### Kontinentalcupen, singelvinster
(uppdaterad 16 januari 2007)
| Ranking | Namn                     | Nationalitet | Förstaplatser |
| ------- | ------------------------ | ------------ | ------------- |
| 1.      | Anders Bardal            | Norge        | 13            |
| 2.      | Janne Happonen           | Finland      | 10            |
| 3.      | Morten Solem             | Norge        | 8             |
| 3.      | Reinhard Schwarzenberger | Österrike    | 8             |

## Damer

### Säsong, 1-2-3
| 2004/2005           | Anette Sagen                | Lindsey Van             | Daniela Iraschko           |
| 2005/2006           | Anette Sagen                | Lindsey Van             | Jessica Jerome             |
| 2006/2007           | Anette Sagen                | Ulrike Grässler         | Lindsey Van                |
| 2007/2008           | Anette Sagen                | Daniela Iraschko        | Jacqueline Seifriedsberger |
| Sommarsäsongen 2008 | Ulrike Grässler             | Magdalena Schnurr       | Izumi Yamada               |
| 2008/2009           | Anette Sagen                | Daniela Iraschko        | Ulrike Gräßler             |
| Sommarsäsongen 2009 | Ulrike Grässler             | Ayumi Watase            | Melanie Faißt              |
| 2009/2010           | Daniela Iraschko            | Ulrike Grässler         | Anette Sagen               |
| 2010/2011           | Daniela Iraschko            | Coline Mattel           | Eva Logar                  |
| 2011/2012           | Daniela Iraschko, Österrike | Sarah Hendrickson, USA  | Maja Vtič, Frankrike       |
| 2012/2013           | Irina Avvakumova, Ryssland  | Julia Kykkänen, Finland | Ramona Straub, Tyskland    |

### Kontinentalcupen, kombinerade vinster
| Ranking | Namn             | Nationalitet | Förstaplatser | Andraplatser | Tredjeplatser |
| ------- | ---------------- | ------------ | ------------- | ------------ | ------------- |
| 1.      | Anette Sagen     | Norge        | 3             | 0            | 0             |
| 2.      | Lindsey Van      | USA          | 0             | 2            | 1             |
| 3.      | Ulrike Grässler  | Tyskland     | 0             | 1            | 0             |
| 4.      | Daniela Iraschko | Österrike    | 0             | 0            | 1             |
| 4.      | Jessica Jerome   | USA          | 0             | 0            | 1             |

### Kontinentalcupen, singelvinster
(uppdaterad 25 november 2007)
| Ranking | Namn             | Nationalitet | Förstaplatser |
| ------- | ---------------- | ------------ | ------------- |
| 1.      | Anette Sagen     | Norge        | 29            |
| 2.      | Juliane Seyfahrt | Tyskland     | 7             |
| 3.      | Lindsey Van      | USA          | 7             |
| 4.      | Ulrike Grässler  | Tyskland     | 5             |

### Fotnoter
1. ↑  ”Ladies' Ski Jumping” (på engelska). FIS. Arkiverad från originalet den 30 januari 2016. https://web.archive.org/web/20160130031032/http://tp.posta-nova.fr/voir_message.php?i=a14d53d6f317516472148b10bbbf30cb0de8ce61b08351a4092d93d27989304b. Läst 17 januari 2016.